# Jeffrey Lundgren
Jeffrey Lundgren, auch Jeffrey Don Lundgren genannt, (* 3. Mai 1950 in Missouri; † 24. Oktober 2006 in Lucasville, Ohio) war ein US-amerikanischer Sektenführer und selbst ernannter Prophet, der 1989 gemeinsam mit seiner Frau Alice Keehler einen fünffachen Mord plante und von Sektenmitgliedern verüben ließ.

## Leben
Lundgren kam in Missouri zur Welt und wuchs in der Reorganisierten Kirche der Heiligen der Letzten Tage, der zweitgrößten mormonischen Glaubensgemeinschaft auf. Er wurde streng religiös erzogen, allerdings auch von seinem Vater sexuell missbraucht. Nach dem Schulabschluss schrieb er sich an der Central Missouri State University ein und lernte dort in dem speziell für junge Mormonen eingerichteten Studentenwohnheim seine spätere Ehefrau Keeler kennen, die in ihrer Kindheit ebenfalls missbraucht worden war. 1970 heirateten sie und er wurde in die US Navy einberufen. Zwischen 1970 und 1980 bekam das Paar vier Kinder. 1974 wurde Lundgrens Gesuch um ehrenhafte Entlassung im zweiten Anlauf bewilligt. Daraufhin gerieten sie in finanzielle Schwierigkeiten. Vorwürfe häuslicher Gewalt gegenüber seiner Ehefrau wurden im Gerichtsverfahren vorgebracht, aber nicht bewiesen. Sie lebten in San Diego, und Lundgren wurde 1981 als Laienseelsorger (lay minister), ein religiöses Amt seiner Kirche, berufen. 1987 zog er mit seiner Familie zum spirituellen Mittelpunkt der Reorganisierten Kirche Jesu Christ HLT in Kirtland, Ohio um, wo der Kirtland Temple, der erste Tempel der mormonischen Tradition steht. Im selben Jahr wurde er wegen persönlicher Verfehlungen als Laienseelsorger von der Kirche entlassen. Er wurde des Diebstahls von 40.000 $ bezichtigt. Nach eigenen Angaben hatte er zu dieser Zeit sein Vertrauen in die Kirche verloren, weil ihm die liberalen Ansichten, insbesondere die kürzlich zuvor beschlossene Frauenordination, der Reorganisierten Kirche Jesu Christ HLT im Gegensatz zur strengeren größten mormonischen Glaubensgemeinschaft Kirche Jesu Christi der Heiligen der Letzten Tage nicht vertretbar erschien.

## Sekte
Er verblieb aber in Kirtland im Tempel und hielt dort spirituelle Reden für Tempelbesucher. Bei seinen Ansprachen gebrauchte er für seine religiöse Lehre das Stilmittel des Chiasmus für sein stark ausgeprägtes dichotomisches Weltbild. Das Leben sei ein Spiegel und alles Gute habe seine böse Entsprechung. Bald erklärte er seine Gemeinschaft Christi (Community of Christ) für abgespalten. Mehrere Anhänger zogen mit ihm auf einen weitläufigen Bauernhof. In zahlreichen religiösen Übungen lehrte er seine Anhänger, sich von bösen Gedanken zu befreien und verbot "Gerüchte", daher das separate Gespräch. Mehrere Sektenmitglieder hatte er heimlich belauscht und beobachtet und gab vor, deren Gedanken zu lesen. Seine persönliche Bibelauslegung entstamme aus göttlichen Offenbarungen, glaubten seine Anhänger und wagten keine Widerrede. Nachdem er sich zum "letzten Prophet" ernannt hatte, gaben ihm einige Anhänger ihre gesamten Ersparnisse in Erwartung der nahen Wiederkunft Christi. Zu seinen Anhängern gehörte auch die fünfköpfige Familie Avery, die zwar nahe am, aber nicht direkt im Anwesen wohnte und außerdem ein eigenständiges Bankkonto hatte. Lundgren nannte sie deswegen bei seinen übrigen maximal 20 und mindestens 12 Anhängern "Sünder".

## Die Tat
Im April 1989 hielt der Sektenführer Endzeitreden: An seinem Geburtstag, dem 3. Mai 1989, den er zum Tag der Wiederkunft Christi erklärt hatte, sollte die Sektengemeinschaft den Mormonentempel von Kirtland stürmen, um dort Christus zu erwarten. Wer sich ihnen in den Weg stellen würde, sollte erschlagen werden. Aber der Tempel war gut besucht und die doch nur kleine Schar der Community of Christ schien der Menschenmenge nicht gewachsen. Der Sektenführer änderte seine Meinung und befahl die Ermordung der Familie Avery wegen ihrer Sünden. Er nannte dies "Beschneidung des Ölbaums" gemäß Kapitel 5 des Buches Jakob, eines Teiles des Buches Mormon:

„4 Und es begab sich: Der Meister des Weingartens ging hin, und er sah, daß sein Ölbaum anfing, morsch zu werden;
und er sprach: Ich werde ihn beschneiden und rings um ihn aufhacken und ihn nähren, damit er vielleicht junge
und zarte Zweige sprossen lasse und er nicht zugrunde gehe.
5 Und es begab sich: Er beschnitt ihn und hackte rings um ihn auf und nährte ihn gemäß seinem Wort.“

Am 17. April 1989 wurde erst der Familienvater Avery, dann die übrigen Familienmitglieder von mehreren Sektenmitgliedern überwältigt, gefesselt und erschossen. Die Kinder waren 7, 13 und 15 Jahre alt. Daraufhin wurden sie in zuvor ausgehobenen Gräbern eiligst bestattet. Die Bluttaten blieben zunächst unbemerkt. Am nächsten Tag fuhr die Polizei wegen einer Bagatelle vor, schöpfte aber keinen Verdacht. Lundgren befahl in Erwartung einer Strafverfolgung den sofortigen Umzug nach West Virginia. Als Christus entgegen seiner Prophezeiung nicht wiederkehrte, trennte er sich von seiner Sekte völlig und verbarg sich in Kalifornien. Nach einem anonymen Hinweis wurde im Januar 1990 der verlassene Bauernhof durchsucht, und es wurden die Spuren der Tat mitsamt Leichen entdeckt. Das FBI fahndete nach den inzwischen getrennt lebenden Sektenmitgliedern unter massiver Unterstützung der Medien und konnte Lundgren, seine Frau und elf weitere Personen verhaften. Lundgren und seine Frau wurden von den enttäuschten ehemaligen Anhängern der kriminellen Verschwörung bezichtigt.

## Urteile
Die Strafprozesse begannen zwischen März und August 1990. Die übrigen Angeklagten sagten gegen die Familie Lundgren aus, bekannten sich der Komplizenschaft schuldig, und erhielten durch eine Absprache mit der Anklage verschiedene Zeitstrafen. Jeffrey Lundgren bekam vor einem Strafgericht in Ohio die Todesstrafe, seine Frau Alice und sein Sohn Damon, die ihre Schuld leugneten, bekamen jeweils eine lebenslange Freiheitsstrafe. Lundgren machte weder Aussagen zur Tat, noch nannte er Entlastungszeugen. Sein dreistündiges Plädoyer hielt er selbst, dabei pries er seine prophetische Gabe, ohne zum Verbrechen Bezug zu nehmen. Auf Antrag des Verurteilten verschob ein Richter die Hinrichtung wegen unzumutbarer Grausamkeit, da seine Adipositas eine eingeschränkte Durchblutung der Giftinjektion verursachen würde und ihm somit ein qualvoller Todeskampf bevorstünde. Der Oberste Gerichtshof des Staates Ohio erklärte jedoch die Hinrichtung für rechtmäßig, der Begnadigungsausschuss und der Gouverneur unterschrieben das Todesurteil, welches am 24. Oktober 2006 vollstreckt wurde. Zuvor ließ sich seine Frau von ihm scheiden.